# Mariannenbrücke

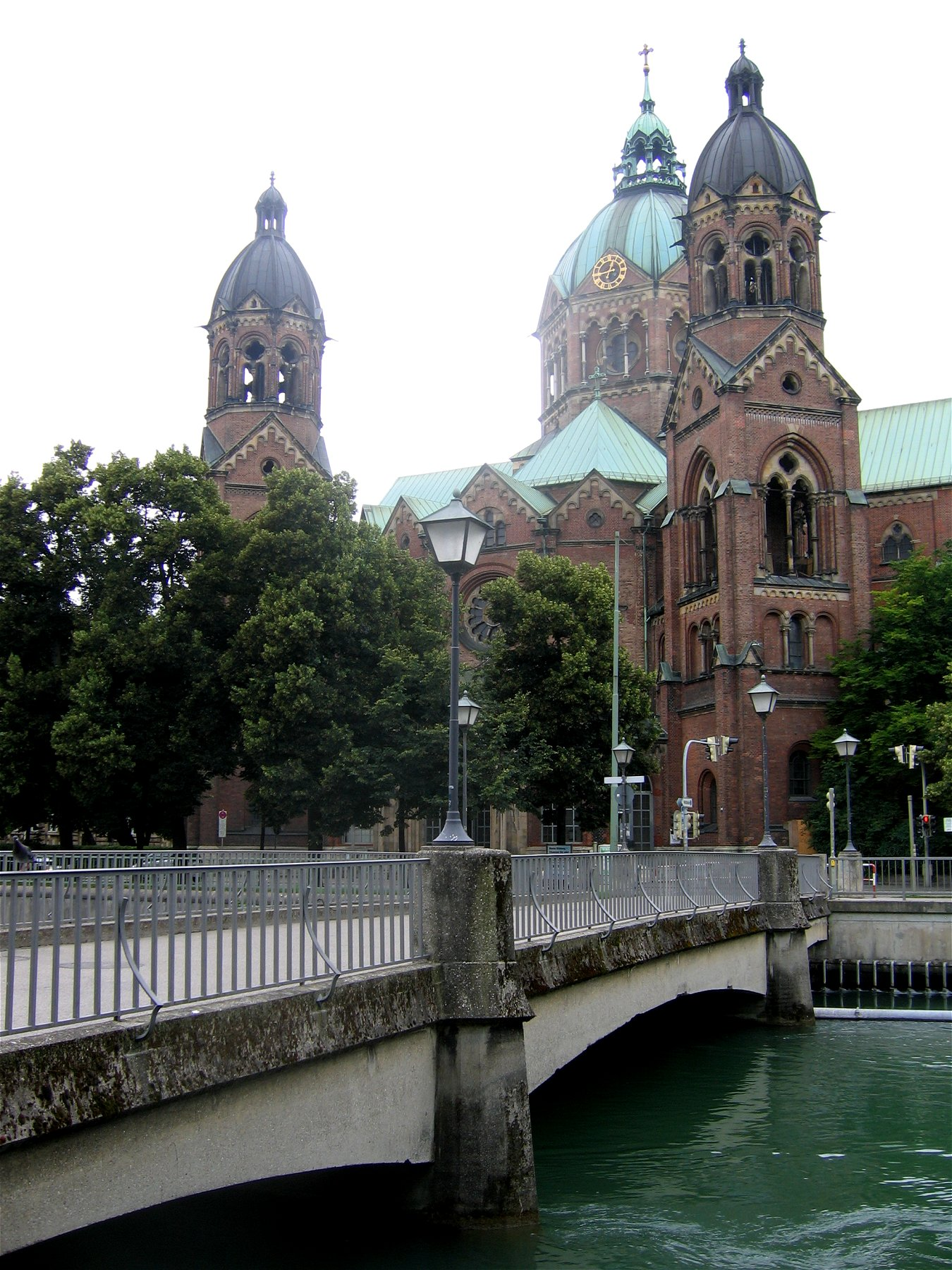
Mariannenbrücke

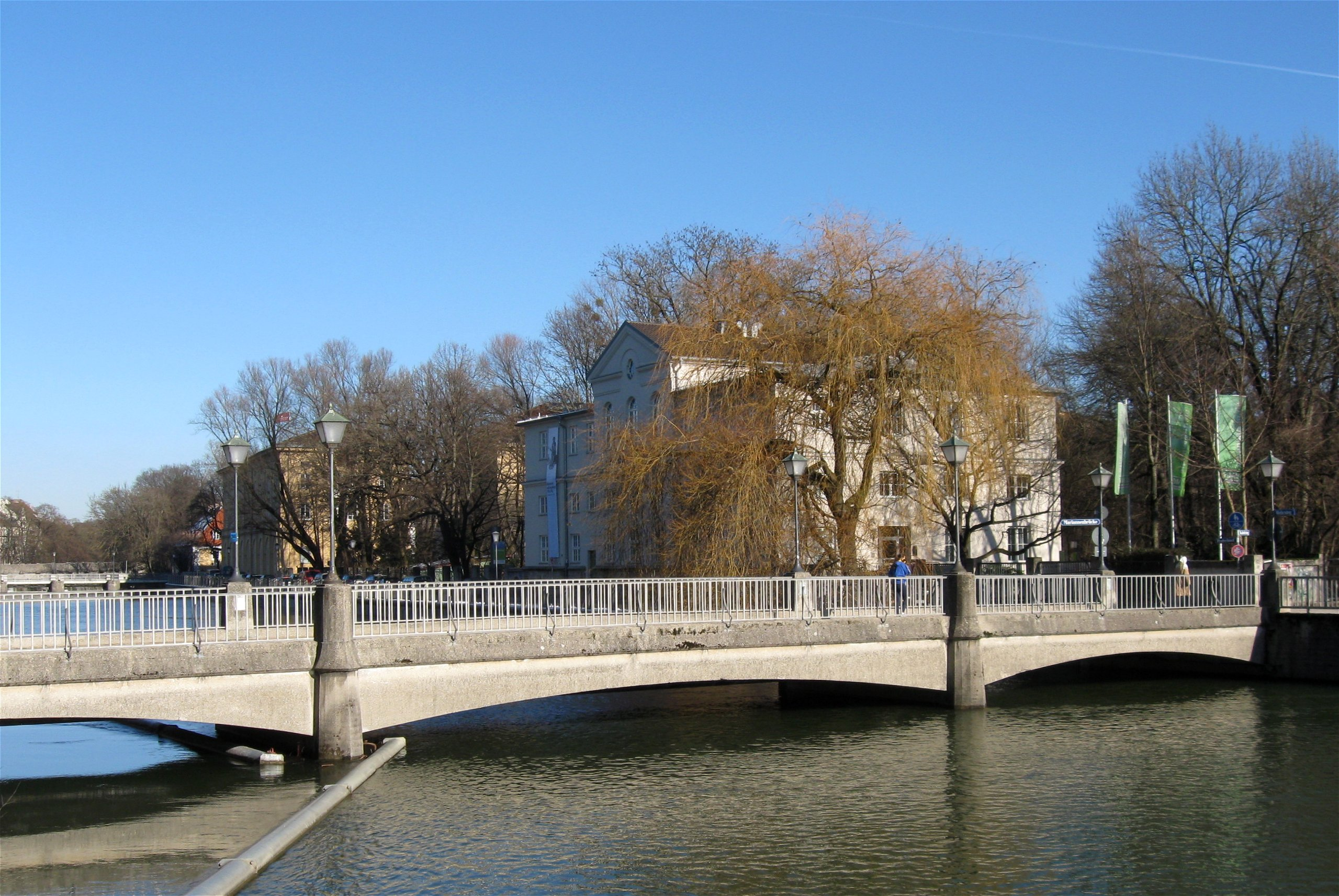
Südseite

Die Mariannenbrücke ist eine Brücke über die Isar in München.

## Lage
Die Brücke liegt im Münchner Ortsteil Lehel gegenüber von St. Lukas. Sie führt über die Große Isar, den kanalisierten linken Seitenarm der Isar, auf die Südspitze der Praterinsel. Die direkte Fortsetzung über die Kleine Isar ist der Kabelsteg, der von der Insel zum Ostufer führt.

## Geschichte
Errichtet wurde die Mariannenbrücke 1888 als Holzbrücke anlässlich der Deutsch-Nationalen Kunstgewerbeausstellung. Die Ausstellungsgebäude lagen am Isarkai, und auf der Praterinsel wurde ein Restaurant und Café gebaut, das über die neue Brücke leicht vom Ausstellungsgelände aus zu erreichen war.
1928 war der Zustand der alten Holzbrücke so schlecht, dass Einsturzgefahr bestand. 1929 wurde daher nach Plänen von Aquilin Altmann und August Blössner eine neue Brücke als Balkenbrücke aus Eisenbetonplatten errichtet.

## Beschreibung
Auch wenn die Mariannenbrücke von der Konstruktion her eine Mehrfeldträger-Balkenbrücke ist, geben ihr drei flache Bögen ein gefälligeres Aussehen. 
Die Brücke hat eine Gesamtlänge von 38,30 m und eine Breite von 6 m, die Spannweiten der drei Einzelfelder betragen 11,60 m, 11,60 m und 15,00 m.
Die Brücke ist ursprünglich als Straßenbrücke ausgelegt, heute dient sie jedoch als Fußgängerbrücke und wird im Rahmen der „Münchner Isarbrückenfeste“ auch für kulturelle Veranstaltungen genutzt.
Benannt ist die Brücke nach Maria Anna von Sachsen, der Gattin des bayerischen Kurfürsten Maximilian III. Joseph.